# أدب بنغالي
الأدب البنغالي (بالبنغالية: বাংলা সাহিত্য) يرمز إلى الكتابات باللغة البنغالية.
ويعد اقدم عمل موجود في الأدب العالمي هو الشاريابادا وهي مجموعة من الأغاني الغامضة البوذية التي يعود تاريخها إلى القرنين العاشر والحادي عشر. بعد ذلك ينقسم التسلسل الزمني للأدب البنغالي إلى فترتين  العصور الوسطى (1360-1800) والحديثة بعد 1800.
يتكون الادب البنغالي في العصور الوسطى من أنواع شعرية متنوعة بما في ذلك الكتب الدينية الهندوسية (مثل المانجالكافيا) والملاحم الإسلامية (مثل أعمال سيد سلطان وعبد الحكيم) وترجمات اللغة السنسكريتية والنصوص الفارسية والعربية ونصوص فيشنافا (مثل السير الذاتية ل شيتانيا مهابرابهو) والنصوص العلمانية من قبل الشعراء المسلمين.
تم تقديم الروايات إلى الادب البنغالي في منتصف القرن التاسع عشر. يعد روبندرونات طاغور الذي كان شاعر وكاتب مسرحي وروائي ورسام وكاتب وموسيقي ومُصلح اجتماعي، من أفضل الشخصيات المعروفة في الأدب البنغالي عالميا.
فاز بجائزة نوبل في عام 1913. بعد فترة ما بعد التقسيم ضم الأدب البنغالي أدب باكستان الشرقية السابقة (بنغلاديش المعاصرة) وغرب البنغال.

## الأدب البنغالي القديم
ظهرت الأعمال الأولى في البنغال المكتوبة باللغة البنغالية الجديدة بين القرنين العاشر والثاني عشر وعرفت عموما باسم شاريابادا. هي عبارة عن اغاني غامضة كتبها مختلف الشعراء البوذيين: كانهابادا، ليوبادا، شايتل بادا.
عالم اللغويات الشهير هارابراساد شاستري اكتشف مخطوطة الشاريابادا ورقة النخيل في مكتبة البلاط الملكي  في نيبال عام 1907.

## الأدب البنغالي الأوسط

### الأدب ما قبل شيتانيا فيشنافا
يرمز الأدب  ما قبل شيتانيا أو أدب فيشنافا المبكر إلى الادب الذي كان سائدا في الوقت الذي سبقت فيه شيتانيا مهابرابو مؤسس غاودييا فايشنفييز.وتشمل  سري كريشنا كريتانا المكتوبة بيد بورو شانديداس، قصائد غنائية سري كريشا فيجايا، الترجمة الجزئية لبهافاتابورانا من قبل مالادهار باسو وكريتيفاسي رامايانا من قبل كريتيفاس اوجها.
اكتشفت باسانتا رانجان  روي بيدياتفالفا مخطوطة سري كريشنا كيرتانا من حظيرة بيت ديبندراناث تشاترجي في  قرية كاكينليا منطقة بانكورا غرب البنغال.

### كلمات فيشنافا التي كتبها فيدياباتي وشانديداس
يتميز القرن الخامس عشر بظهور الشعر الغنائي فيشنافا  أو بدافالي في البنغال.
ان شعر فيدياباتي للشاعر ميثيلي العظيمة على الرغم من عدم كتابته باللغة البنغالية إلى انه اثر على ادب العصر لدرجة انه جعله جزءا حيويا من الادب البنغالي الاة سط. ازدهر في منطقة ل اربهانجا الحديثة في بيهار الهند. في القرن الرابع عشر أصبحت كلمات فيشنافا لها شعبية كبيرة بين جماهير البنغالل. وأول شاعربنغالي كبير  يكتب كلمات فيشنافا كان شانديداس الذي كان ينتمي إلى منطقة  بيربهم الحديثة أو وفقا لراي اخر حي بانكورا، باسشيمبانغا في القرن الخامس العشر.
تشانديداس معروف أيضا باعلانه الإنساني: الحقيقة فوق الرجل فوق كل شيء

### مالادهار باسو وكريتيباس اوجها
لعبت الترجمات البنغالية لنصين سنسكريتيين عظيمتين هما البهاغافاتابوراتا ورامايانا دورا حاسما في تطوير الادب البنغالي الأوسط.
يعتبر سري كريشنا فيجايا من مالادهار باسو الاساس لترجمة القسم العاشر والحادي عشر من قصيدة البهاغافاتا بورانا التي تعد أول قصيدة سردية بنغالية يمكن تعيينها لتاريخ محدد.
ازدهرت مالادهار باسو في حي باردهامان الحديث في باشيمبانغا في القرن الخامس عشر.
تم تأليف الألحان بين عامي 1473 ,1480 بعد الميلاد.
سري كريشنا فيجايا هي أيضا اقدم قصيدة سردية بنغالية لأسطورة كريشنا.
ترجمت رامايانا تحت عنوان سري راما بنشالي والمعروفة باسم كريتيباس رامايانا بواسطة كريتيباس اوجها الذي كان ينتمي إلى منطقة نادية الحديثة. وهو كمالادهار باسو اشتهر في القرن الخامس عشر